# الاینس دیتا
الاینس دیتا (انگلیسی: Alliance Data) شرکت فناوری اطلاعات آمریکایی است، که در سال ۱۹۹۶ تأسیس شد.